# Bandiera di San Marino
La Bandiera di San Marino consiste di un drappo rettangolare con proporzioni 3:4, colorato in due bande orizzontali di uguali dimensioni: quella inferiore è azzurra, quella superiore bianca. L'interpretazione vede nelle due tinte rispettivamente la raffigurazione del cielo (azzurro) e della libertà (bianco), a esso superiore. Al centro della bandiera è presente lo stemma nazionale.
È usata come bandiera di comodo.

## Foggia, colori e disciplina d'uso
Per quasi 150 anni l'uso e la foggia della bandiera non furono soggetti a disposizioni legislative particolari. L'esistenza di una disposizione che vietava l'utilizzo dello stemma della Repubblica ai privati cittadini fece però sorgere la prassi di utilizzare una bandiera civile composta solamente dalle bande orizzontali bianco-azzurre, senza simbolo. Una delibera successiva chiarì che il divieto d'uso privato dello stemma non si estendeva alla sua presenza sulla bandiera nazionale, la quale pertanto poteva essere usata da chiunque. La bandiera civile è rimasta in uso per l'esposizione sui municipi dei castelli, con impresso il rispettivo stemma civico al posto di quello nazionale.
Il 22 luglio 2011 una legge costituzionale (divenuta operativa il 9 agosto) ha regolamentato e fissato definitivamente le dimensioni, le modalità d'uso, i codici cromatici e il disegno della bandiera:
- rapporto tra i lati: 3:4 (con licenza di usare il più comune e standard 2:3 in ambito internazionale e nelle manifestazioni sportive)
- dimensione dello stemma sulla bandiera: base dello stemma 3/2 L
- posizione dello stemma sulla bandiera: in orizzontale centrato sulla base della bandiera, in verticale l’intersezione dei bracci della croce sulla corona è a 1/2 L dal bordo superiore
- colori delle bande:
  - banda inferiore: celeste (Pantone Coated: 2915 C, Pantone Uncoated: 2915 U, CMYK: 55/10/5/0, Pantone TPX: 15-4323 TPX)
  - banda superiore: bianco bandiera (Pantone Coated e Uncoated: carta bianca, CMYK: 0/0/0/0, Pantone TPX: tessuto bianco).

Schema dettagliato dei colori sia per la Bandiera (prime due righe) che per lo Stemma:
| Colore | Pantone Coated       | Pantone Uncoated     | CMYK        | Pantone TPX                             |
| ------ | -------------------- | -------------------- | ----------- | --------------------------------------- |
|        | 2915 C               | 2915 U               | 55/10/5/0   | 15-4323 TPX                             |
|        | Bianco puro          | Bianco puro          | 0/0/0/0     | Bianco tessile                          |
|        | 7406 C               | 7404 U               | 5/25/100/0  | 14-0852 TPX                             |
|        | 124 C                | 7405 U               | 5/35/100/10 | 15-1050 TPX                             |
|        | 7559 C               | 7558 U               | 15/35/70/30 | 18-0939 TPX                             |
|        | 576 C                | 577 U                | 47/10/70/0  | 17-0336 TPX                             |
|        | 7742 C               | 363 U                | 65/25/80/13 | 18-0135 TPX                             |
|        | 4 C + 7742 C /350 C  | 3 U + 363 U /350 U   | 65/25/80/50 | 14-4103 TPX + 18-0135 TPX / 19-6311 TPX |
|        | 291 C                | 291 U                | 47/8/7/0    | 14-4318 TPX                             |
|        | 4 C + 291 C / 7698 C | 3 U + 291 U / 7698 U | 70/30/20/20 | 14-4103 TPX + 14-4318 TPX / 18-4217 TPX |
|        | 4 C                  | 3 U                  | 0/0/0/30    | 14-4103 TPX                             |
|        | Nero C               | Nero U               | 0/0/0/100   | Nero TPX                                |

## Storia
La storia delle insegne, vessilli, e bandiere di San Marino è complessa e rimangono poche tracce nella documentazione storica.
Le Prime testimonianze ad uso militare e cerimoniale, sono attestate a cavallo tra i secoli XV e XVI. Si menziona una bandiera in documenti del 1503 e 1517 senza però una descrizione del suo aspetto. Manca addirittura qualsiasi menzione tra i documenti del '600 e '700.

### Stendardo medievale
Al 1465 risale una ricevuta a firma di Antonio del Giochondi in cui dichiara di aver fornito stoffe e taffeta per la costruzione di uno "stendardo" o "pennone"; i colori sono indicati come bianco, giallo e “alesandrino”.
Lo storico Carlo Malagola verso la fine del 1800 ricostruisce tale stendardo collocando il bianco al centro (su cui ipotizza il collocamento di uno stemma.) e ai bordi le bande colorate. L’ "alesandrino” viene interpretato come un paonazzo tendente al violaceo, su suggerimento del conte Gandini, esperto in tappezzerie antiche da lui interpellato. La ricostruzione del Malagola sopravvive nell’affresco di Emilio Retrosi del 1894 collocato nella sala del Consiglio Grande e Generale (i cui disegni preparativi lo mostrano curiosamente col bicolore bianco-azzurro moderno), in gonfaloni di rappresentanza, nell'insegna della Federazione Balestrieri Sammarinesi e nella divisa della nazionale di calcio.
Nel 2011 una nuova ricostruzione, su proposta dello storico Verter Casali, vede contestata l’interpretazione dell’alessandrino come paonazzo a favore dell’azzurro, basandosi sugli studi di tessuti Rinascimentali di Annarita Battaglioli e Paola Fabbri, arrivando a stabilire un collegamento più diretto con la bandiera attuale. Secondo Casali, la rimozione della banda gialla si ipotizza fosse dovuta al desiderio di distinguersi ulteriormente dalle insegne pontificie durante gli anni della campagna d’Italia napoleonica. La natura militare del probabile impiego della stessa infine porta a favorire un'impostazione verticale delle bande colorate.

### Età moderna e contemporanea
La prima comparsa documentata di un bicolore bianco-azzurro si ha il 12 febbraio 1797 con l'adozione da parte del Consiglio Grande e Generale di un coccarda bianca e turchina molto simile a quella dei rivoluzionari francesi. In questo caso, il blu è definito come "turchino", all'epoca un blu scuro, piuttosto del blu "celestino" più chiaro usato in seguito. Non si sa se il bicolore bianco-azzurro fosse già in uso prima di questa innovazione.
Nel 1829 per la prima volta un vessillo bianco-azzurro, donato da un certo Adaucto Diotallevj, viene innalzato sulla Guaita.
Risale al 1854 una formula di giuramento per i militi sammarinesi che li vincolava a non avere altri colori che "i due soltanto della Bandiera della Nostra Repubblica".
Lo stemma di San Marino fu stabilito in forma ufficiale dal Consiglio Principe e Sovrano con decreto del 6 aprile 1862, ma tale decreto non fa menzione della bandiera, che rimase priva di chiara codificazione fino all'intervento normativo del 2011.

Ricostruzione dello stendardo attestato nel 1465, come indicato da Carlo Malagola
Ricostruzione dello stendardo attestato nel 1465, su ipotesi di Verter Casali
Bandiera in uso prima del 2011